# Уотфорд, Трендон
Трендон Уотфорд (англ. Trendon Watford, род. 9 ноября 2000, Бирмингем) — американский профессиональный баскетболист, выступающий за клуб НБА «Бруклин Нетс». Играет на позиции тяжёлого форварда и лёгкого форварда.

## Профессиональная карьера

### Портленд Трэйл Блэйзерс (2021–2023)
3 августа 2021 года, после того, как Уотфорд не был выбран на драфте НБА 2021 года, Уотфорд подписал двусторонний контракт с «Портленд Трэйл Блэйзерс». Его контракт был преобразован в стандартный 21 февраля 2022 года. 12 марта он набрал рекордные в карьере 27 очков и шесть подборов в выигранном со счётом 127–118 матче против «Вашингтон Уизардс».
17 июля 2022 года Уотфорд набрал 19 очков, семь подборов, две передачи, три перехвата и один блок, что помогло «Блэйзерс» победить со счётом 85–77 команду «Нью-Йорк Никс» в финальном матче Летней лиги НБА 2022 года. Позже он был назван MVP чемпионской игры Летней лиги. Уотфорд также был включен во вторую сборную Летней лиги НБА.
30 июня 2023 года Уотфорд был исключен из состава «Трэйл Блэйзерс».

### Бруклин Нетс (2023–настоящее время)
3 августа 2023 года Уотфорд подписал контракт с «Бруклин Нетс». 9 июля 2024 года он повторно подписал контракт с «Бруклин Нетс».

## Статистика

### Статистика в НБА
| Сезон                                                                                    | Команда  | Регулярный сезон | Регулярный сезон | Регулярный сезон | Регулярный сезон | Регулярный сезон | Регулярный сезон | Регулярный сезон | Регулярный сезон | Регулярный сезон | Регулярный сезон | Регулярный сезон | Серия плей-офф | Серия плей-офф | Серия плей-офф | Серия плей-офф | Серия плей-офф | Серия плей-офф | Серия плей-офф | Серия плей-офф | Серия плей-офф | Серия плей-офф | Серия плей-офф |
| Сезон                                                                                    | Команда  | GP               | GS               | MPG              | FG%              | 3P%              | FT%              | RPG              | APG              | SPG              | BPG              | PPG              | GP             | GS             | MPG            | FG%            | 3P%            | FT%            | RPG            | APG            | SPG            | BPG            | PPG            |
| ---------------------------------------------------------------------------------------- | -------- | ---------------- | ---------------- | ---------------- | ---------------- | ---------------- | ---------------- | ---------------- | ---------------- | ---------------- | ---------------- | ---------------- | -------------- | -------------- | -------------- | -------------- | -------------- | -------------- | -------------- | -------------- | -------------- | -------------- | -------------- |
| 2021/22                                                                                  | Портленд | 48               | 10               | 18,1             | 53,2             | 23,7             | 75,5             | 4,1              | 1,7              | 0,5              | 0,6              | 7,6              | Не участвовал  | Не участвовал  | Не участвовал  | Не участвовал  | Не участвовал  | Не участвовал  | Не участвовал  | Не участвовал  | Не участвовал  | Не участвовал  | Не участвовал  |
| 2022/23                                                                                  | Портленд | 62               | 12               | 19,1             | 56,0             | 39,1             | 72,0             | 3,8              | 2,1              | 0,5              | 0,2              | 7,4              | Не участвовал  | Не участвовал  | Не участвовал  | Не участвовал  | Не участвовал  | Не участвовал  | Не участвовал  | Не участвовал  | Не участвовал  | Не участвовал  | Не участвовал  |
| 2023/24                                                                                  | Бруклин  | 63               | 2                | 13,6             | 52,7             | 39,7             | 79,4             | 3,1              | 1,3              | 0,4              | 0,3              | 6,9              | Не участвовал  | Не участвовал  | Не участвовал  | Не участвовал  | Не участвовал  | Не участвовал  | Не участвовал  | Не участвовал  | Не участвовал  | Не участвовал  | Не участвовал  |
| 2024/25                                                                                  | Бруклин  | 44               | 6                | 20,8             | 46,9             | 33,0             | 76,2             | 3,6              | 2,6              | 0,6              | 0,3              | 10,2             | Не участвовал  | Не участвовал  | Не участвовал  | Не участвовал  | Не участвовал  | Не участвовал  | Не участвовал  | Не участвовал  | Не участвовал  | Не участвовал  | Не участвовал  |
|                                                                                          | Всего    | 217              | 30               | 17,6             | 52,0             | 34,9             | 75,8             | 3,6              | 1,9              | 0,5              | 0,3              | 7,9              | Не участвовал  | Не участвовал  | Не участвовал  | Не участвовал  | Не участвовал  | Не участвовал  | Не участвовал  | Не участвовал  | Не участвовал  | Не участвовал  | Не участвовал  |
| Наведите курсор мыши на аббревиатуры в заголовке таблицы, чтобы прочесть их расшифровку. |          |                  |                  |                  |                  |                  |                  |                  |                  |                  |                  |                  |                |                |                |                |                |                |                |                |                |                |                |

### Статистика в NCAA
| Сезон | Команда | Conf  | Class | GP | GS | MPG  | FG%  | 3P%  | FT%  | RPG | APG | SPG | BPG | PPG  |
| --- | ------- | ----- | ----- | -- | -- | ---- | ---- | ---- | ---- | --- | --- | --- | --- | ---- |
| 2019/20 | ЛСЮ     | SEC   | FR    | 31 | 30 | 31,6 | 48,9 | 26,9 | 67,4 | 7,2 | 1,7 | 0,9 | 0,7 | 13,6 |
| 2020/21 | ЛСЮ     | SEC   | SO    | 28 | 28 | 34,6 | 48,0 | 31,6 | 65,1 | 7,4 | 2,9 | 1,1 | 0,6 | 16,3 |
| Всего | Всего   | Всего | Всего | 59 | 58 | 33,0 | 48,4 | 29,0 | 66,2 | 7,3 | 2,3 | 1,0 | 0,7 | 14,9 |
| Наведите курсор мыши на аббревиатуры в заголовке таблицы, чтобы прочесть их расшифровку Статистика приведена с сайта sports-reference.com |         |       |       |    |    |      |      |      |      |     |     |     |     |      |